# Dufourea pseudometallica
Dufourea pseudometallica là một loài Hymenoptera trong họ Halictidae. Loài này được Wu mô tả khoa học năm 1990.